# Madina (Armenia)
Madina (in armeno Մադինա?) è un comune dell'Armenia di 1 223 abitanti (2009) della provincia di Gegharkunik, fondato nel 192